# Observador Cosmológico de Grandes Escalas Angulares
El Observador Cosmológico de Grandes Escalas Angulares (Cosmology Large Angular Scale Surveyor, CLASS) es un conjunto de telescopios de microondas que, desde 2016, opera en un sitio de gran altitud en el desierto de Atacama, Chile, dentro del Parque Astronómico de Atacama. El objetivo del experimento CLASS es profundizar en nuestra comprensión del "amanecer cósmico", es decir, la época en que se formaron las primeras estrellas, y poner a prueba la teoría de la inflación cósmica. Para lograrlo, CLASS realiza mediciones precisas de la polarización de la Radiación de fondo de microondas (Cosmic Microwave Background, CMB) en varias frecuencias, cubriendo más del 65% del cielo en la región de microondas del espectro electromagnético.
Hasta ahora, CLASS ha creado mapas de la mayor parte del cielo en frecuencias de 40 y 90 GHz (que corresponden, respectivamente, a longitudes de onda de 7,5 mm y 3,3 mm). Además, el experimento ha establecido límites sobre la polarización circular en la Radiación de fondo de microondas (CMB), ha detectado la presencia de polarización circular en la atmósfera y ha realizado mediciones de la temperatura promedio de brillo en microondas del disco de Venus.

## Objetivos científicos

Descripción del observatorio CLASS en 2019.

CLASS aborda dos objetivos científicos principales. El primero es profundizar en nuestra comprensión del “amanecer cósmico”, el período en que las primeras estrellas comenzaron a iluminar el universo. La radiación ultravioleta (UV) emitida por estas estrellas ionizó los átomos a su alrededor en un proceso conocido como reionización. Durante este proceso, los electrones liberados dispersan la luz de la Radiación de fondo de microondas (CMB) y generan una señal de polarización que CLASS se encarga de medir. Los límites sobre la reionización obtenidos a partir del análisis del CMB son esenciales para conciliar las interpretaciones de los astrónomos con los datos del Telescopio Espacial James Webb, que sugieren que las galaxias podrían haberse formado antes de lo que se pensaba. De este modo, CLASS contribuye a precisar cuándo y cómo ocurrió el amanecer cósmico. Además, una mejor comprensión de este período ayudará a que otros experimentos puedan utilizar el efecto de lente gravitacional sobre el CMB para determinar la suma de las masas de los tres tipos conocidos de neutrinos.
El segundo objetivo científico de CLASS es poner a prueba la teoría de la inflación cósmica. En cosmología, la inflación cósmica es la explicación principal sobre cómo se comportó el universo en sus primeros instantes, aunque todavía no existe una confirmación observacional definitiva de esta teoría. Los modelos inflacionarios predicen que, además de las fluctuaciones de densidad que dieron lugar a la estructura a gran escala del universo, también se habría generado un fondo de ondas gravitacionales (Gravitational Wave Background, GWB). Este fondo inflacionario dejaría una señal tanto en la temperatura como en la polarización de la Radiación de fondo de microondas(CMB). En particular, produciría un patrón de polarización muy específico y reconocible, conocido como patrón de modo B (B-mode), en el CMB. Detectar este patrón de modos B en la polarización del CMB sería una prueba contundente a favor de la inflación y permitiría obtener información única sobre la física a energías extremadamente altas inalcanzables en laboratorios terrestres.
Además, CLASS está ayudando a expandir nuestro conocimiento sobre nuestra propia galaxia, la Vía Láctea, y a buscar posibles indicios de nueva física exótica. Este ultimo lo logra mediante la medición de la polarización circular en la Radiación de fondo de microondas (CMB) y el estudio de anomalías a gran escala. (Para más información sobre este tema, consulta la sección "Multipolos bajos y otras anomalías" en el artículo sobre la Radiación de fondo de microondas).

## Instrumento

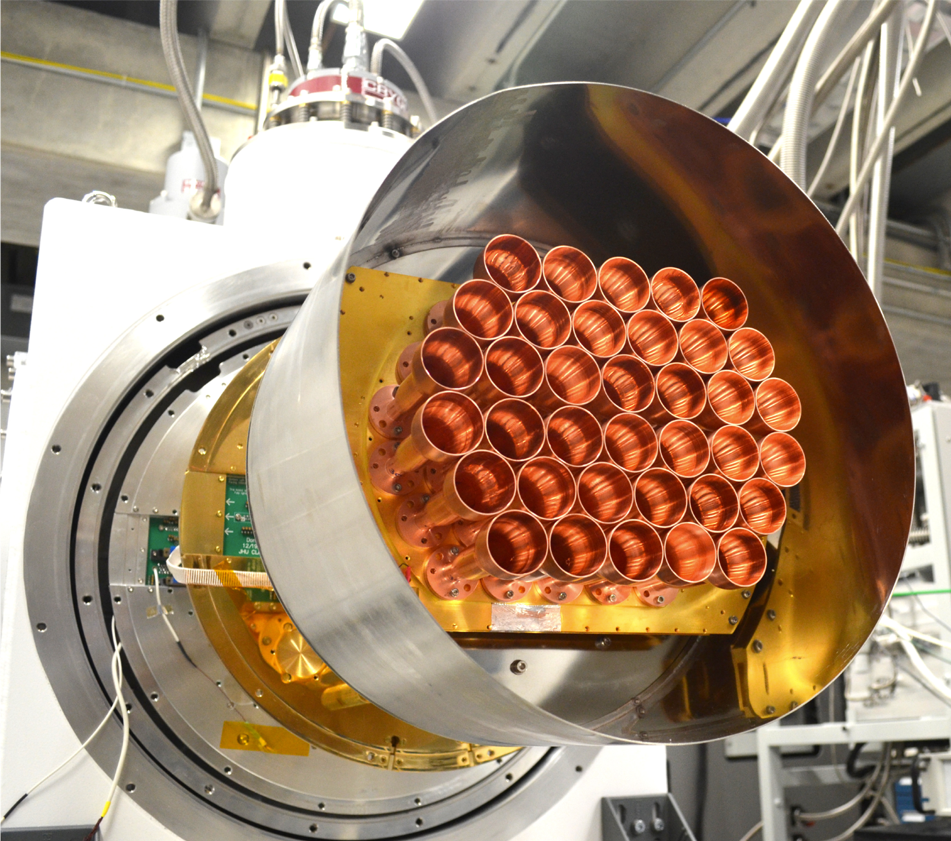
Cámara de CLASS 40 GHz que muestra las bocinas de alimentación que acoplan la luz a los bolómetros del sensor del borde de transición [Transition Edge Sensor (TES)] a una temperatura de 0,1 Kelvin.

El instrumento CLASS está diseñado para estudiar el 65% del cielo en longitudes de onda milimétricas, dentro de la región de microondas del espectro electromagnético, desde un observatorio terrestre. Su resolución angular es de aproximadamente 1° (el doble del tamaño aparente del Sol o la Luna vistos desde la Tierra). El arreglo de CLASS está compuesto por dos monturas altazimutales, que permiten orientar los telescopios para observar distintas zonas del cielo. En total, hay cuatro telescopios en el conjunto CLASS, cada uno observando en diferentes frecuencias para poder distinguir la emisión de nuestra galaxia de la señal de la Radiación de fondo de microondas(CMB).
- Un telescopio opera a 40 GHz (7,5 mm de longitud de onda).
- Un telescopio observa a 90 GHz (3,3 mm de longitud de onda), y se planea instalar un segundo telescopio a esta frecuencia en el futuro.
- El cuarto telescopio puede observar en dos bandas: una centrada en 150 GHz (2 mm de longitud de onda) y otra en 220 GHz (1,4 mm de longitud de onda).

En cada una de las dos monturas se colocan dos telescopios, cada uno trabajando en una frecuencia diferente. En 2022, el sistema de detectores del telescopio de 90 [GHz] fue actualizado para aumentar significativamente su sensibilidad. Además, en 2024, el modulador de polarización de retardo variable (Variable-delay Polarization Modulator, VPM) de este telescopio fue reemplazado por una placa reflectante de media onda giratoria (Half-Wave Plate, HWP) para enfocarse en mejorar la sensibilidad a la polarización lineal.
El instrumento CLASS está especialmente diseñado para medir la polarización de la luz. Como onda electromagnética, la luz está formada por campos eléctricos y magnéticos que oscilan. Estos campos no solo tienen una intensidad, sino también una dirección preferida de oscilación, es decir, una polarización. La señal polarizada que CLASS busca medir es extremadamente débil: se espera que la variación en la polarización de la Radiación de fondo de microondas (CMB), el cual ya tiene la baja temperatura de 2,725 K, sea solo de unas pocas partes por mil millones.
Para poder detectar una señal tan tenue, CLASS utiliza matrices de detectores en el plano focal, compuestas por numerosos bolómetros con sensores de borde de transición acoplados a bocinas de alimentación. Estos detectores se enfrían hasta apenas 0,1 °C por encima del cero absoluto empleando refrigeradores criogénicos de helio. Al operar a tan bajas temperaturas, se reduce el ruido térmico intrínseco de los detectores, permitiendo así medir señales extremadamente pequeñas.
Otra característica distintiva de los telescopios CLASS es el uso de un modulador de polarización de retardo variable (VPM, por sus siglas en inglés), que permite realizar mediciones de polarización de manera precisa y estable. El VPM modula, es decir, enciende y apaga la señal de luz polarizada que llega al detector a una frecuencia conocida (alrededor de 10 Hz), mientras que la luz no polarizada permanece sin alteraciones. De este modo, la señal de polarización del CMB —que es muy débil— puede separarse claramente de la señal mucho más intensa proveniente de la atmósfera, ya que el instrumento se "sintoniza" en la frecuencia modulada de 10 Hz. Además, el VPM modula la polarización circular en una fase distinta a la de la polarización lineal, lo que permite a CLASS ser sensible también a la polarización circular. Existen muchos posibles escenarios en el universo temprano que podrían haber generado polarización circular, y las observaciones de CLASS han permitido establecer límites muy estrictos a estas teorías.
Como el vapor de agua en la atmósfera emite en frecuencias de microondas y puede interferir con las observaciones, CLASS opera desde un sitio situado en la Cordillera de los Andes, en el borde del desierto de Atacama en Chile, donde el clima es muy seco y la altitud es elevada. Estas condiciones minimizan la presencia de vapor de agua y permiten obtener mediciones más precisas. Otros observatorios han elegido sitios cercanos por la misma razón, incluidos ACT, APEX, ALMA, ASTE, CBI, CCAT-prime, NANTEN2, POLARBEAR, Simons Observatory y TAO .

## Estado actual y resultados
Actualmente, CLASS observa el cielo en cuatro bandas de frecuencia. El telescopio de 40 GHz obtuvo su primera luz el 8 de mayo de 2016 y comenzó su campaña de observación, que se extendió por aproximadamente cinco años, en septiembre de 2016 tras completar las pruebas iniciales. A principios de 2018, se instaló el primer telescopio de 90 GHz en la misma montura que el de 40 GHz, y registró su primera luz el 30 de mayo de 2018. Posteriormente, en 2019, se desplegó el telescopio de doble frecuencia (150/220 GHz) junto con una segunda montura, alcanzando su primera luz el 21 de septiembre de 2019.
CLASS ha publicado los resultados de los primeros cinco años de observaciones con su telescopio de 40 GHz, cubriendo datos hasta mediados de 2022,   así como los resultados de las observaciones con el telescopio de 90 GHz hasta 2024. Utilizando el telescopio de 40 GHz, CLASS ha producido los mapas de mayor sensibilidad hasta la fecha en esa frecuencia, abarcando aproximadamente el 74% del cielo en escalas angulares de entre 2° y 20°. Además, estos mapas se han combinado con los obtenidos por el satélite Wilkinson Microwave Anisotropy Probe (WMAP) en frecuencias similares, lo que ha permitido crear mapas conjuntos aún más sensibles. Por su parte, los mapas de CLASS a 90 GHz ofrecen una sensibilidad comparable a la de los mapas del satélite Planck a frecuencias semejantes, y se han empleado para imponer restricciones sobre el proceso de reionización, siendo esta la primera vez que un telescopio terrestre logra este tipo de resultados.
CLASS logró, por primera vez, detectar polarización circular en la atmósfera a una frecuencia de 40 GHz. Esta observación coincide con los modelos teóricos que explican la polarización circular atmosférica como resultado del efecto Zeeman del oxígeno molecular en presencia del campo magnético terrestre. La polarización circular producida por la atmósfera varía suavemente a lo largo del cielo, lo que permite distinguirla de una posible señal de origen celeste.
Gracias a esto, CLASS ha establecido límites muy estrictos para la polarización circular de origen celeste a 40 GHz: es menor de 0,1 μK en escalas angulares de 5 grados y menor de 1 μK en escalas de aproximadamente 1 grado. Estos límites mejoran en más de un factor de 100 respecto a las restricciones anteriores sobre la polarización circular en la Radiación de fondo de microondas (CMB).
Además, CLASS ha establecido restricciones inéditas sobre la temperatura promedio de brillo en microondas del disco de Venus, una medida que es sensible a la composición de la atmósfera del planeta.